# لاهندا
اللهندا (تُنطق: /ˈlɑːndə/؛[1] بالأردية والبنجابية: لہندا، النطق البنجابي: [lɛ˦n.d̪äː])، تُعرف أيضًا باسم اللهندية أو البنجابية الغربية، هي مجموعة من لهجات اللغة البنجابية، يتم التحدث بها في أجزاء من باكستان والهند، وتُصنف ضمن المنطقة الشمالية الغربية من اللغات الهندية الآرية من عائلة اللغات الهندية الأوروبية. تعرف في معيار آيزو 639 على أنها "لغة كبرى"، أو "سلسلة من اللهجات" من قبل مؤلفين آخرين. ولا يُعتبر تصنيفها كمجموعة لغوية وراثية أمرًا مؤكدًا.
مصطلحات "اللّهندية" و"البنجابية الغربية" هي أسماء خارجية يستخدمها اللغويون، ولا يستخدمها المتحدثون أنفسهم.

## اللهجات
تشمل اللّهندية اللهجات التالية:  
- السَرائيكية (يتحدث بها حوالي 26 مليون شخص في جنوب البنجاب الباكستانية).
- لهجات جاتكي (يُشار إليها بالبنجابية من قبل متحدثيها الذين يبلغ عددهم حوالي 50 مليون شخص،[1] يتحدثون بها في منطقة بار في البنجاب)، مثل: جهنغوية، شاهبورية، ودهني.
- لهجات هندكو المتنوعة (يتحدث بها حوالي 5 ملايين شخص في شمال غرب البنجاب والمناطق المجاورة في خيبر بختونخوا، خاصة هازارا).
- بهاري/بوتوهارية (يتحدث بها 3.5 مليون شخص في منطقة بوتوهار في البنجاب، وآزاد كشمير، وأجزاء من جامو وكشمير الهندية).
- خِترانية (20,000 متحدث في بلوشستان).
- إنكو (لغة قد تكون منقرضة في أفغانستان).[2]